# True Symphonic Rockestra
True Symphonic Rockestra je operni projekt kojeg je osmislio Dirk Urlich zajedno s pjevačem Jamesom LaBrieom (Dream Theater) i opernim tenorima Vladimirom Grishkom i Thomasom Dewaldom. Njihov prvi album, Concerto in True Mirror, izdan je 28. ožujka 2008. godine.

## Postava

### Vokali
- James LaBrie - rock tenor
- Vladimir Grishko - opera tenor
- Thomas Dewald - opera tenor

### Glazbenici
- Dirk Ulrich - gitara
- Christopher Jesidero - violina
- Sandro Martinez - gitara
- Paul Mayland - bubnjevi
- Marvin Philippi - bas-gitara

## Vanjske poveznice
- True Symphonic Rockestra